# Ambar avec kotobanja de la famille Lepšanović
L'ambar avec kotobanja de la famille Lepšanović (en serbe cyrillique : Амбар са котобањом породице Лепшановић ; en serbe latin : Ambar sa kotobanjom porodice Lepšanović) est situé à Golubinci, dans la province de Voïvodine, dans le district de Syrmie et dans la municipalité de Stara Pazova, en Serbie. Il est inscrit sur la liste des monuments culturels d'importance exceptionnelle de la république de Serbie (identifiant no SK 1048).

## Présentation

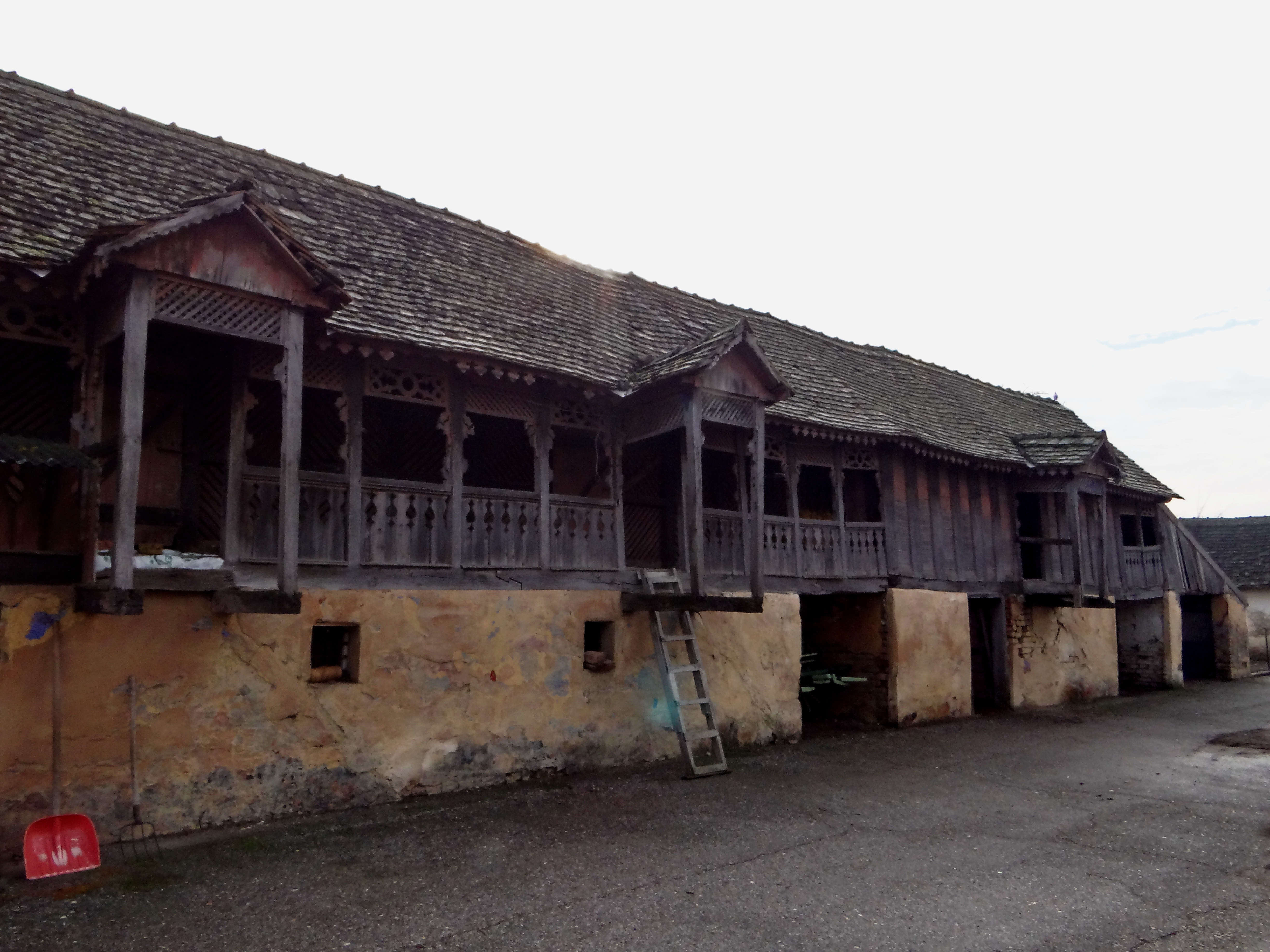
Vue plus générale du bâtiment.

L'ambar (grenier) avec sa kotobanja (sorte de séchoir à maïs) est situé 42 rue Pazovačka (« rue de Pazova »). Il a été construit en 1921 par les maîtres d'œuvre Dešići de Golubinci.
La façade sur rue est caractéristique du style baroque rural et est dotée de deux fenêtres ; elle imite celle de la maison d'habitation qui se trouve en face du bâtiment ; les pignons des toits sont tous deux ornés de volutes. La partie de stockage est en bois ; l'ambar est doté de colonnes en bois et la kotobanja est constituée de lattes inclinées.